# Barátpipra
A barátpipra (Manacus manacus) a madarak osztályának verébalakúak (Passeriformes) rendjébe és a piprafélék (Pipridae) családjába tartozó faj.

## Rendszerezése
A fajt Carl von Linné svéd természettudós írta le 1766-ban, a Pipra nembe Pipra manacus néven.

## Alfajai
- Manacus manacus abditivus - Bangs, 1899
- Manacus manacus flaveolus - Cassin, 1851
- Manacus manacus bangsi - Chapman, 1914
- Manacus manacus leucochlamys - Chapman, 1914
- Manacus manacus maximus - Chapman, 1924
- Manacus manacus interior - Chapman, 1914
- Manacus manacus trinitatis - Hartert, 1912
- Manacus manacus umbrosus - Friedmann, 1944
- Manacus manacus manacus - Linnaeus, 1766
- Manacus manacus expectatus - Gyldenstolpe, 1941
- Manacus manacus subpurus - Cherrie & Reichenberger, 1923
- Manacus manacus purus - Bangs, 1899
- Manacus manacus longibarbatus - J. T. Zimmer, 1936
- Manacus manacus purissimus-  Todd, 1928
- Manacus manacus gutturosus - Desmarest, 1806[2]

## Előfordulása
Dél-Amerikában, Argentína, Bolívia, Brazília, Kolumbia, Ecuador, Francia Guyana, Guyana, Paraguay, Peru, Suriname, Venezuela, Trinidad és Tobago területén honos. Természetes élőhelyei a szubtrópusi és trópusi síkvidéki esőerdők és cserjések, valamint víz közeli környezet. Állandó, nem vonuló faj.

## Megjelenése
Testhossza 11 centiméter, testsúlya 16-18 gramm. A felnőtt hím fejteteje, háta és szárnya fekete, a többi fehér. Lába narancssárga színű. A tojó és a fiatal példányok tollazata olívzöld.
|  |  |

## Életmódja
Kisebb gyümölcsökkel és rovarokkal táplálkozik. Csoportosan él, akár 70 fős csoportokban is megtekinthető.

## Szaporodása
A tojó készíti a fészket, mely csésze alakú, lapos szélű. Fészekalja 2 tojásból áll, melyet csak a tojó költ 18-19 napon keresztül. A kirepülési idő 13-15 nap a kikelés után. A fiókákat főleg gyümölcsökkel, apróbb rovarokkal etetik.

## Természetvédelmi helyzete
Az elterjedési területe nagy, egyedszáma pedig stabil. A Természetvédelmi Világszövetség Vörös listáján nem fenyegetett fajként szerepel.

## További információ
- Képek az interneten a fajról
- Internet Bird Collection - videók a fajról
- Xeno-canto.org - a faj hangja és elterjedési területe